# Hautes Garrigues du Montpelliérais
Hautes Garrigues du Montpelliérais este o arie protejată (arie de protecție specială avifaunistică — SPA) din Franța întinsă pe o suprafață de 47.365 ha, integral pe uscat.

## Localizare
Centrul sitului Hautes Garrigues du Montpelliérais este situat la coordonatele 43°46′54″N 3°43′00″E / 43.78171°N 3.71669°E.

## Înființare
Situl Hautes Garrigues du Montpelliérais a fost declarat arie de protecție specială avifaunistică în baza directivei 79/409 din 1979 referitoare la conservarea păsărilor sălbatice pentru a proteja 32 de specii de animale.

## Biodiversitate
Situată în ecoregiunea mediteraneană, aria protejată nu include niciun habitat protejat.
La baza desemnării sitului se află mai multe specii protejate de  păsări (32): vulturul negru (Aegypius monachus), pescăruș albastru (Alcedo atthis), fâsă-de-câmp (Anthus campestris), acvilă de munte (Aquila chrysaetos), stârc roșu (Ardea purpurea), buha (Bubo bubo), pasărea ogorului (Burhinus oedicnemus), caprimulg (Caprimulgus europaeus), barză albă (Ciconia ciconia), barză neagră (Ciconia nigra), șerpar (Circaetus gallicus), erete de stuf (Circus aeruginosus), erete vânăt (Circus cyaneus), erete cenușiu (Circus pygargus), dumbrăveancă (Coracias garrulus), presură de grădină (Emberiza hortulana), șoim de iarnă (Falco columbarius), șoim călător (Falco peregrinus), cocor (Grus grus), vulturul pleșuv sur (Gyps fulvus), Hieraaetus fasciatus, acvilă pitică (Hieraaetus pennatus), sfrâncioc roșiatic (Lanius collurio), ciocârlie de pădure (Lullula arborea), gaia neagră (Milvus migrans), gaia roșie (Milvus milvus), vultur egiptean (Neophron percnopterus), vultur pescar (Pandion haliaetus), viespar (Pernis apivorus), Pyrrhocorax pyrrhocorax, silvie de tufiș (Sylvia undata), spârcaci (Tetrax tetrax).
Pe lângă speciile protejate, pe teritoriul sitului au mai fost identificate 1 specie de păsări.